# Triepeolus obliteratus
Triepeolus obliteratus là một loài Hymenoptera trong họ Apidae. Loài này được Graenicher mô tả khoa học năm 1911.